# Gubernia augustowska

Herb guberni augustowskiej w latach 1845–1866

Gubernia augustowska (ros. Августовская губерния) – jednostka administracyjna Królestwa Polskiego w latach 1837–1866 ze stolicą w Suwałkach.
Nazwy guberni wzięte zostały od miast gubernialnych, z wyjątkiem guberni sandomierskiej oraz augustowskiej, w której Rząd Gubernialny mieścił się w Suwałkach.
Gubernię utworzono 23 lutego 1837 w miejsce województwa augustowskiego. Gubernia augustowska zlikwidowana została na mocy ustawy o reorganizacji urzędów gubernialnych z (19) 31 grudnia 1866 r. unifikujących administrację w Imperium Rosyjskim. W jej miejsce utworzono gubernię suwalską i łomżyńską. Suwałki odzyskały status miasta gubernialnego, a cały kraj podzielono na 10 guberni i 85 powiatów.
(W czasie powstania styczniowego Rząd Narodowy dnia 28 marca 1863 r. ogłosił Regulamin władz administracyjnych w byłym Królestwie Kongresowym. Według regulaminu zniesiono podział administracyjny na gubernie, a zamiast tego byłe Królestwo Kongresowe podzielono na osiem województw w granicach z 1816 r. Na terenie guberni augustowskiej przywrócono województwo augustowskie.)

## Podział administracyjny

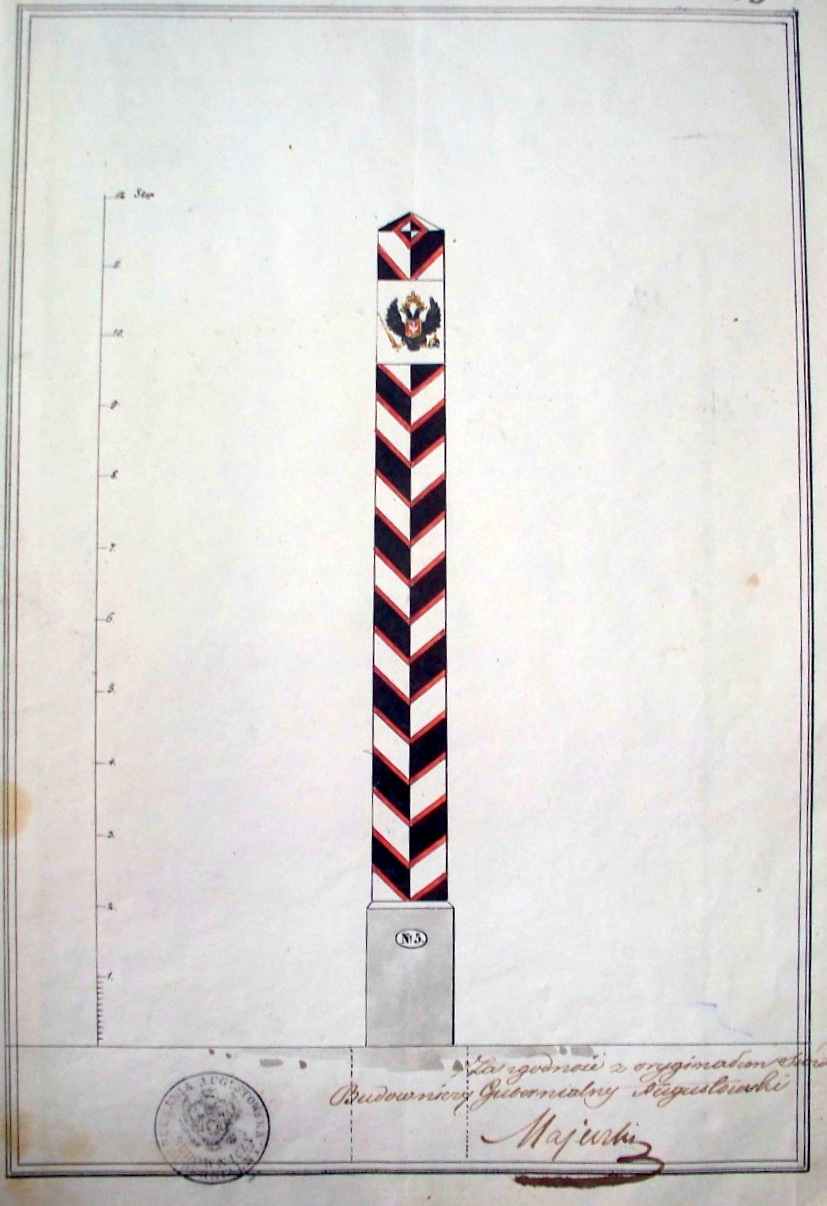
Znak graniczny Guberni augustowskiej

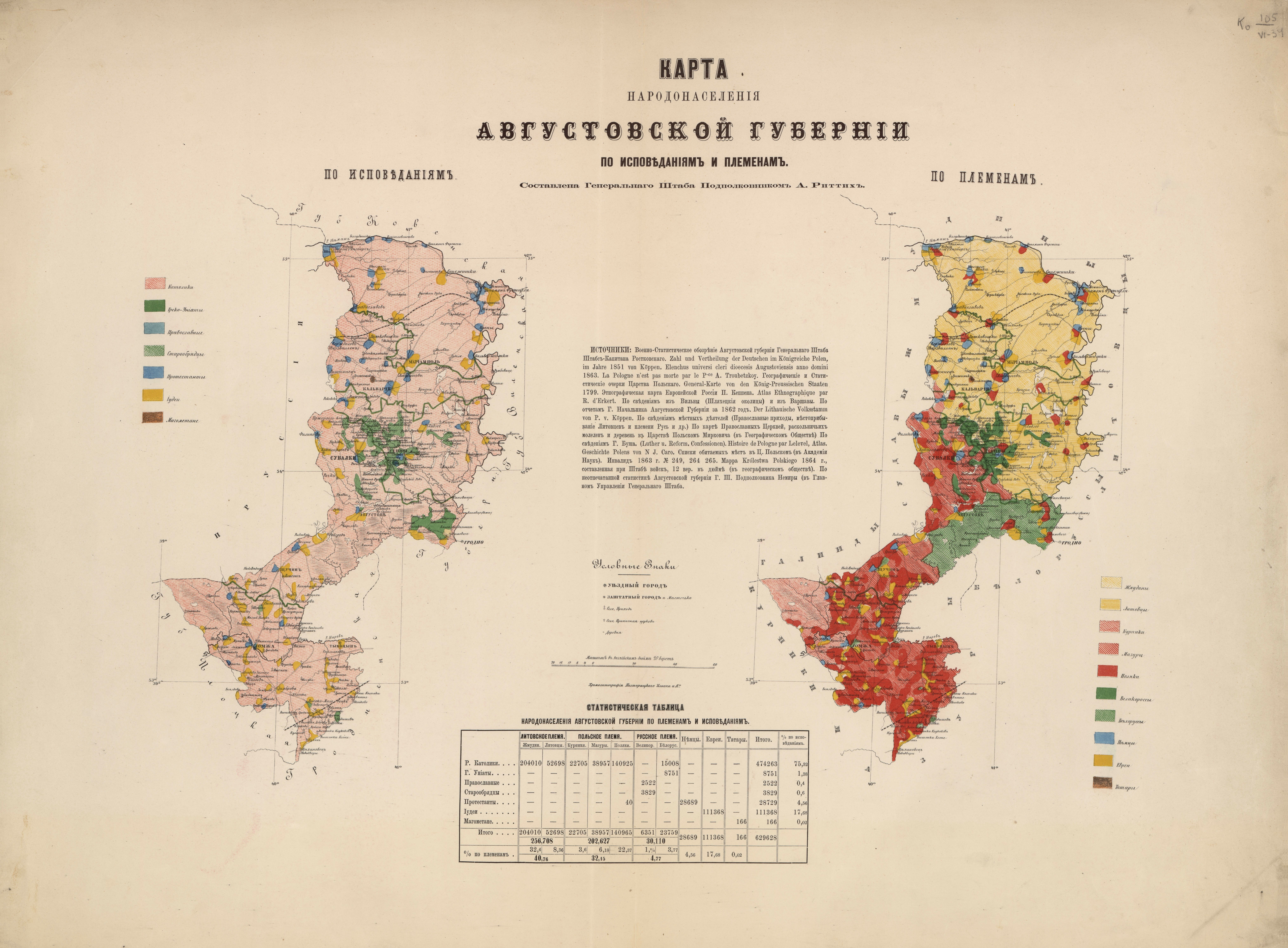
Mapa etnograficzna i religijna guberni augustowskiej, 1864

Gubernia dzieliła się na 5 obwodów i 7 powiatów – od 23 lutego (7 marca) 1837 r. do 29 września (11 października) 1842 r.:
- obwód augustowski
  - powiat dąbrowski
  - powiat biebrzański
- obwód kalwaryjski
  - powiat kalwaryjski
- obwód łomżyński
  - powiat łomżyński
  - powiat tykociński
- obwód mariampolski
  - powiat mariampolski
- obwód sejneński
  - powiat sejneński

Gubernia dzieliła się na 5 powiatów – od 29 września (11 października) 1842 r. do 19 (31) grudnia 1866 r.:
- powiat augustowski
- powiat kalwaryjski
- powiat łomżyński
- powiat mariampolski
- powiat sejneński[6].

## Historia
Na mocy ukazu Mikołaja I z 23 lutego (7 marca) 1837 r. dokonano przemianowania województw na gubernie. Komisje Wojewódzkie zostały przemianowane na Rządy Gubernialne, a prezesi Komisji Wojewódzkich na gubernatorów cywilnych. Miało to dostosować podział administracyjny kraju do obowiązującego w Cesarstwie. Gubernie – w liczbie ośmiu – przejęły herby dotychczasowych ośmiu województw; na pieczęciach Rządów Gubernialnych nadal był używany herb Królestwa Polskiego.
Ukazem z 29 września (11 października) 1842 r. obwody nazwano powiatami, których liczbę zwiększono do 85 (w 1866 r.), kierowane były przez naczelników powiatowych (powiaty dzieliły się na okręgi–okrągi).
Dalsze zmiany organizacyjne i terytorialne na szczeblu guberni nastąpiły w 1844 r. Na podstawie ukazu z 9 (21) sierpnia 1844 r. zamiast dotychczasowych ośmiu utworzono pięć guberni. Łączono je po dwie na zasadzie wspólnych granic: sandomierską i kielecką (do 1841 r. krakowską) – w radomską; lubelską i podlaską – w lubelską; kaliską i mazowiecką – w warszawską; w dotychczasowych granicach utrzymano gubernię płocką i augustowską.
W 1841 r. wprowadzono rosyjski system monetarny: ruble i kopiejki. Bank Polski utracił prawa instytucji emisyjnej, a mennicę warszawską ograniczono do bicia bilonu. W 1847 r. wprowadzono w Królestwie rosyjski kodeks karny.
W ostatnim dziesięcioleciu nastąpiło zagęszczenie jednostek podziału terytorialnego, co miało m.in. służyć rusyfikacji centralnych ziem Polski.
Herb guberni (jego częścią była Pogoń) jest przedstawiony na karteczce petersburskiego wydziału kartografii.
Narodowość oraz wyznanie mieszkańców guberni augustowskiej jest ukazana na mapie będącej w zasobach Archiwum Głównym Akt Dawnych w Warszawie.